# رانكو دورديتش
رانكو دورديتش هو لاعب كرة قدم ومدرب كرة قدم بوسني في مركز الوسط، ولد في 1957 في زينيتسا في البوسنة والهرسك. لعب مع النجم الأحمر بلغراد وجيلييزنيتشار ساراييفو ونادي سيليك زينيكا ونادي نورشوبينغ.